# Steatoda alamosa
Steatoda alamosa là một loài nhện trong họ Theridiidae.
Loài này thuộc chi Steatoda. Steatoda alamosa được Willis J. Gertsch miêu tả năm 1960.